# Blaugrüner Eichenprachtkäfer

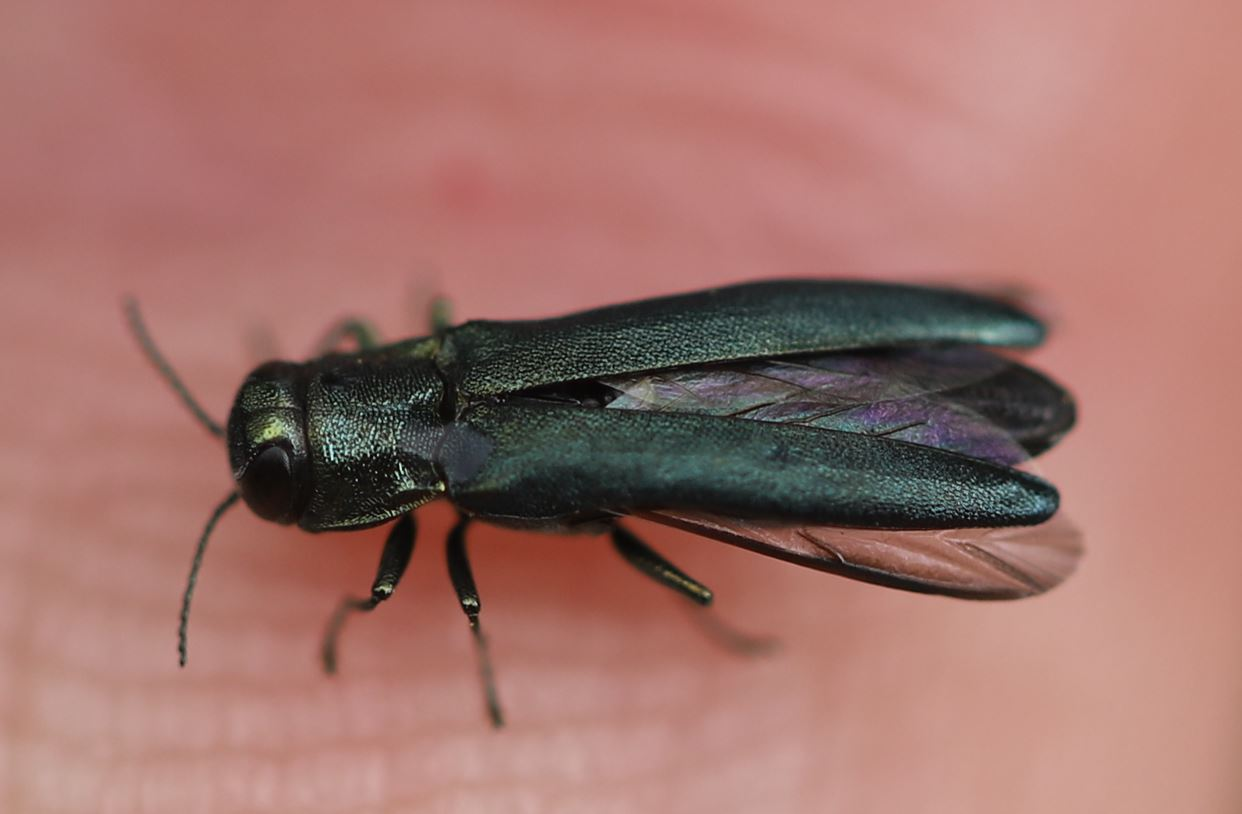

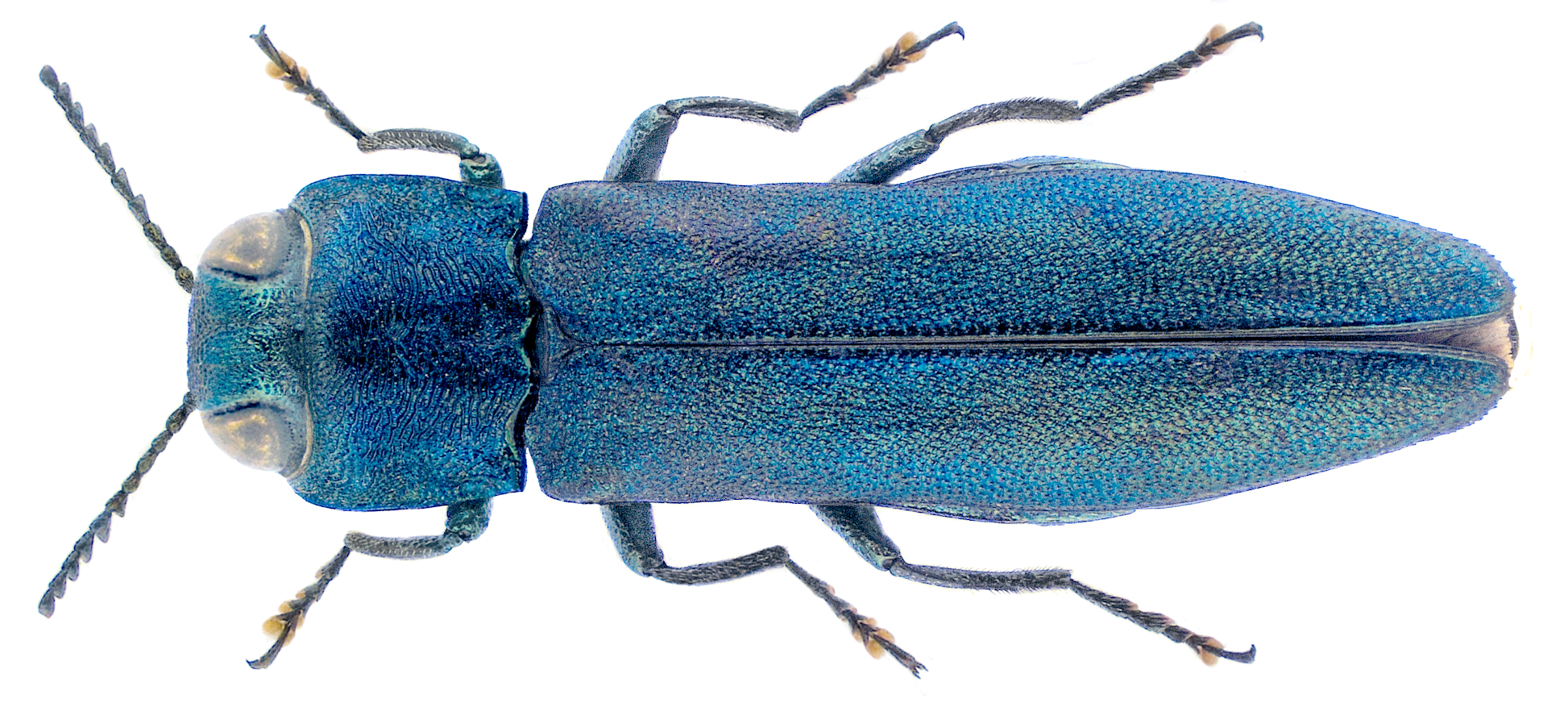
Präparat, Dorsalansicht

Der Blaugrüne Eichenprachtkäfer (Agrilus sulcicollis) ist ein Käfer aus der Familie der Prachtkäfer und der Unterfamilie der Agrilinae. Das lateinische Art-Epitheton sulcicollis bedeutet „mit gefurchtem Hals“.

## Merkmale
Die 6–8,5 mm langen Käfer gehören zu den größeren Vertretern ihrer Familie in Mitteleuropa. Die Oberseite der Käfer ist gewöhnlich leuchtend blau gefärbt, es kommen jedoch auch grüne bis olivgrüne Farbvarianten vor. Der Kinnfortsatz des Pronotum (Vorderbrust) ist gerundet oder nur flach ausgerandet. Die Fühler der Männchen sind gestreckt. Der zweite Sternit weist am hinteren Rand zwei Höckerchen auf. Bei den Weibchen ist das Stirnfeld länger als breit. Die Facettenaugen liegen dabei näher beieinander als bei der ähnlichen Art Agrilus angustulus.

## Verbreitung
Der Blaugrüne Eichenprachtkäfer ist in Europa weit verbreitet. Sein Vorkommen reicht von Fennoskandinavien im Norden bis in den Mittelmeerraum einschließlich der Inseln Sardinien und Sizilien. Die Art fehlt lediglich auf den Britischen Inseln. Im Osten reicht das Verbreitungsgebiet bis nach Asien. Die Art gilt in Mitteleuropa als häufig. In Nordamerika wurde die Art gegen Ende des 20. Jahrhunderts eingeschleppt. Ein Erstfund stammt aus Ontario aus dem Jahre 2008. Bei Untersuchungen früher gesammelter Exemplare wurde festgestellt, dass die Art schon seit mindestens 1995 in Kanada und 2003 in den Vereinigten Staaten präsent ist. In Nordamerika wurden die Käfer an Stieleiche (Quercus robur) und an Roteiche (Quercus rubra) gefunden.

## Lebensweise
Die Käfer findet man hauptsächlich in Laubwäldern mit Eichenbestand sowie an deren Rändern. Man beobachtet die Käfer in den Monaten April bis Juni. Zu den Wirtspflanzen der Käferart gehören verschiedene Eichen (Quercus), darunter die Zerreiche (Quercus cerris), die Ungarische Eiche (Quercus frainetto), die Traubeneiche (Quercus petraea), die Flaumeiche (Quercus pubescens), die Stieleiche (Quercus robur) und die Korkeiche (Quercus suber). Als weitere Wirtspflanzen werden die Rotbuche (Fagus sylvatica) und die Edelkastanie (Castanea sativa) genannt. Die Larven entwickeln sich in oder unter der Rinde dicker Äste und Stämme geschwächter Wirtsbäume, insbesondere in den Wipfelpartien.

## Natürliche Feinde
Die Erzwespe Cheiropachus quadrum parasitiert u. a. die Larven des Blaugrünen Eichenprachtkäfers.